# Calceolaria llamaensis
Calceolaria llamaensis är en toffelblomsväxtart som först beskrevs av Edwin, och fick sitt nu gällande namn av Molau. Calceolaria llamaensis ingår i släktet toffelblommor, och familjen toffelblomsväxter. Inga underarter finns listade i Catalogue of Life.